# Trehøje (Vordingborg Sogn)
 For alternative betydninger, se Trehøje. (Se også artikler, som begynder med Trehøje)
Trehøje eller Trehøjegård er en landbrugsejendom i Vordingborg Sogn i Vordingborg Kommune. Trehøje ligger på Knudshoved Odde vest for Oreby Skoven.
Trehøje er oprindeligt en udflyttergård fra Knudsby. Gården hører under Rosenfeldt Gods.